# Аутоеротска асфиксија
Еротска асфиксија (названа  и асфиксиофилија, хипоксифилија или игра контроле даха) је намерно ограничавање кисеоника у мозгу ради сексуалног узбуђења. Са партнером (или самостално), чин често подразумева дављење. Израз аутоеротска асфиксија користи се када особа то чини самoj себи. Колоквијално, особа која се бави овом активношћу понекад се назива „гаспер” (енгл. gasper, од gasp – дахтати, тешко дисати). Еротска асфиксија може довести до случајне смрти услед асфиксије (гушења).
Сексуално интересовање за асфиксију класификовано је као парафилија у Дијагностичком и статистичком приручнику Америчке психијатријске асоцијације (енгл. American Psychiatric Association – скраћено APA).